# Збірна Сент-Люсії з футболу
Збі́рна Сент-Люсі́ї з футбо́лу (англ. Saint Lucia national football team) — національна футбольна команда, що представляє Сент-Люсію на міжнародних футбольних змаганнях.

## Історія
Команда вперше зробила спробу кваліфікуватися на чемпіонат світу перед турніром 1994 року, проте в першому кваліфікаційному раунді в 1992 році програла боротьбу збірній Сент-Вінсенту і Гренадин.
Остання наразі офіційна гра збірної Сент-Люсії відбулася в рамках кваліфікаційного турніру КОНКАКАФ до чемпіонату світу 2010 року. Сент-Люсія пройшла в другий відбірковий раунд, обігравши збірну Терксу і Кайкосу за підсумками двох зустрічей з рахунком 3:2. Однак, у наступному раунді вона поступилася збірній Гватемали з загальним рахунком 1:9.

## Чемпіонат світу
- 1930 – 1990 — не брала участі
- 1994 – 2018 — не пройшла кваліфікацію
- 2022 — не брала участі

## Золотий кубок КОНКАКАФ
- 1991 – 2007 — не пройшла кваліфікацію
- 2009 — не брала участі
- 2011 – 2025 — не пройшла кваліфікацію